# Eugeniusz (Kazancew)
Eugeniusz, imię świeckie Andriej Jefimowicz Kazancew (ur. 19 czerwca?/30 czerwca 1778 w Bielnicynie, zm. 15 lipca?/27 lipca 1871 w Moskwie) – rosyjski biskup prawosławny.

## Życiorys
W 1800 ukończył seminarium duchowne przy Ławrze Troicko-Siergijewskiej i został zatrudniony jako nauczyciel gramatyki Seminarium Wifańskiego. Trzy lata później przeniesiono go na stanowisko nauczyciela retoryki i bibliotekarza. Za radą metropolity moskiewskiego Platona, 16 grudnia 1804 złożył w Ławrze Troicko-Siergijewskiej wieczyste śluby mnisze, przyjmując imię Eugeniusz. 25 grudnia tego samego roku metropolita Platon wyświęcił go na hierodiakona, zaś 6 stycznia 1806 – na hieromnicha. Od wymienionego roku wykładał w Seminarium Wifańskim filozofię i pełnił obowiązki prefekta.
W 1809 został inspektorem Petersburskiej Akademii Duchownej i profesorem filozofii. Rok później został rektorem seminarium, którego był absolwentem. 5 lipca tego samego roku został przełożonym monasteru św. Mikołaja na Ugrieszy z godnością igumena, po miesiącu został przeniesiony do monasteru Świętych Borysa i Gleba w Dmitrowie, również jako przełożony wspólnoty. W 1811 objął kierownictwo monasteru Łużeckiego w Możajsku. W 1814 został rektorem seminarium duchownego w Moskwie z tytułem naukowym profesora teologii oraz godnością archimandryty. Obowiązki rektora pełnił do 1817, gdy został przeniesiony do moskiewskiego monastyru Dońskiego.
14 lipca 1818 w soborze Zaśnięcia Matki Bożej na Kremlu moskiewskim przyjął chirotonię biskupią z tytułem biskupa kurskiego i rylskiego. W charakterze konsekratorów w ceremonii udział wzięli arcybiskup moskiewski Augustyn, biskup tambowski Jonasz oraz arcybiskupi Dosyteusz i Pafnucy. Jako biskup kurski Eugeniusz (Kazancew) założył w Biełgorodzie oddział Towarzystwo Biblijnego, szczególną uwagę zwracał na kształcenie duchownych i wyposażenie seminarium duchownego. Wizytował wszystkie cerkwie w swojej eparchii. W 1822 został przeniesiony na katedrę pskowską i podniesiony do godności arcybiskupiej. W 1825, na własną prośbę, został przeniesiony na katedrę tobolską. Koordynował misje prawosławne wśród nierosyjskiej ludności eparchii (obejmującej ówcześnie całą Syberię), w latach 1828–1829 dokonał objazdu całej eparchii. Dwa lata później został przeniesiony na katedrę riazańską. W 1837 został arcybiskupem jarosławskim i rostowskim. Urząd ten sprawował do odejścia w stan spoczynku na własną prośbę, w 1853. Zamieszkał w monastyrze Dońskim, gdzie pozostawał do śmierci w 1871. Został pochowany w cerkwi Dońskiej Ikony Matki Bożej w kompleksie klasztornym.